# Tommy Streeter
(en) Statistiques sur pro-football-reference
Thomas Mark Streeter, né le 7 octobre 1989 à Miami, est un joueur américain de football américain.

## Biographie

### Enfance
Streeter joue au football dans l'équipe de la Northwestern High School de Miami et reçoit le titre d'All-American pour sa dernière année lycéenne, remportant un titre de champion de Floride. Sur cette saison, il reçoit trente-six passes pour 676 yards et onze touchdowns, étant classé comme le seizième meilleur joueur de l'État de Floride et au quatre-vingt-huitième rang sur tout le pays par Rivals.com. De son côté, Scout.com lui donne également la seizième position sur la Floride.
Le receveur est approché par de nombreuses équipes universitaires comme les Eagles de Boston College, les Ducks de l'Oregon, les Gamecocks de la Caroline du Sud et les Bulls de South Florida mais il décide de rejoindre les Hurricanes de Miami.

### Carrière

#### Université
Il arrive à l'université de Miami en 2008 mais passe une année sur la touche du fait d'une blessure au poignet. Après une saison où il apparaît surtout avec l'escouade spéciale, Streeter commence à se montrer dans la rotation des receveurs, marquant un touchdown de quarante-deux yards au Sun Bowl face l'université Notre-Dame-du-Lac.
Streeter domine la rotation en 2011 et en douze matchs, il reçoit 46 passes pour 811 yards et huit touchdowns, se classant cinquième de l'Atlantic Coast Conference sur les yards parcourus sur la saison et la moyenne de yards par match.

#### Professionnel
Tommy Streeter est sélectionné au sixième tour de la draft 2012 de la NFL par les Ravens de Baltimore au 198e choix. Il signe un contrat de quatre ans avec les Ravens. Lors de la pré-saison 2012, Streeter reçoit deux passes pour quarante yards face aux Jaguars de Jacksonville et marque notamment un touchdown de trente-trois yards. Néanmoins, il se blesse au pied lors du troisième match de préparation et déclare forfait pour sa saison de rookie.
Envoyé en équipe d'entraînement pour la saison 2013, Streeter ne joue aucune rencontre avec les Ravens et signe avec l'équipe réserve des Buccaneers de Tampa Bay après sa libération par Baltimore mais n'arrive pas à intégrer l'effectif final pour le championnat 2014. Après un passage d'un mois chez les Dolphins de Miami, il s'engage avec les Jaguars de Jacksonville en équipe d'entraînement mais joue deux matchs en NFL, ses seuls et uniques apparitions dans le milieu professionnel.
Non conservé par les Jaguars, il retourne chez les Dolphins de Miami mais est libéré en septembre 2015 du fait d'une blessure. Le receveur tente, en 2016, de rejoindre la Ligue canadienne de football mais n'arrive pas à convaincre les entraîneurs des Tiger-Cats de Hamilton ou encore des Roughriders de la Saskatchewan. Streeter apparaît ensuite dans la ligue interactive Your Call Football en 2018 et 2019 dans des matchs sur lesquels les spectateurs peuvent choisir les actions ou même les joueurs sur le terrain.